# Gerd Bohnsack
Gerd „Bohne“ Bohnsack (* 15. Februar 1939 in Hannover) ist ein ehemaliger deutscher Fußballspieler und -trainer.

## Karriere
Gerd Bohnsack begann sein Fußballerkarriere 1957 bei Hannover 96 und war dann bis 1963 beim VfV Hildesheim aktiv. Anschließend wurde er Fußballtrainer. Er begann dann 1964 bei OSV Hannover und war zuletzt 1985 kurz Trainer beim Arminia Hannover, anschließend beendete er seine Trainer-Karriere.

## Familie
Bohnsack ist verheiratet und hat Kinder. Er arbeitete in seiner Versicherungsagentur in Hannover-Bothfeld. 1999 ging er in den Ruhestand. Auch sein Bruder Klaus Bohnsack (* 21. Juli 1940; † 17. August 2023) wurde professioneller Fußballspieler.